# Раск, Теодор
Нильс Даниэль Мулугета Теодор Раск (швед. Nils Daniel Mulugeta Theodore Rask; род. 1 мая 2000) — шведский футболист, полузащитник клуба «Норрчёпинг», выступающий также за фарм-клуб «Сильвия».

## Клубная карьера
Футболом начал заниматься в клубах «Мутала» и «ИФК Мутала». В 2016 году перебрался в «Норрчёпинг», в котором начал выступать за юношеские команды. С 2017 года помимо игр в молодёжной команде выступает также за фарм-клуб «Сильвия», выступающий во втором дивизионе. В его составе дебютировал 16 сентября в гостевой игре с «Бо», выйдя в стартовом составе. 22 августа 2018 года сыграл за клуб в матче первого раунда кубка Швеции против «Юргордена», отыграв все 90 минут.
С сезона 2020 года стал привлекаться к тренировкам с основной командой «Норрчёпинга». В её составе впервые появился на поле 8 октября в матче второго раунда кубка Швеции с «Готтне», завершившимся разгромной победой со счётом 6:1. 18 октября в матче с «Варберг» дебютировал в чемпионате Швеции. В компенсированное ко второму тайму время Раск вышел на замену вместо Исак-Бергманна Йоуханнессона.

## Личная жизнь
Родился в Эфиопии. В шестимесячном возрасте был усыновлён шведской семьёй, в результате чего переехал в Швецию, где поселился в городе Мутала.

## Клубная статистика
| Выступление      | Выступление      | Выступление      | Лига | Лига | Кубки | Кубки | Конт. кубки | Конт. кубки | Итого | Итого |
| Клуб             | Лига             | Сезон            | Игры | Голы | Игры  | Голы  | Игры        | Голы        | Игры  | Голы  |
| ---------------- | ---------------- | ---------------- | ---- | ---- | ----- | ----- | ----------- | ----------- | ----- | ----- |
| Норрчёпинг       | Аллсвенскан      | 2020             | 1    | 0    | 1     | 0     | 0           | 0           | 2     | 0     |
| Норрчёпинг       | Аллсвенскан      | 2021             | 5    | 0    | 4     | 0     | 0           | 0           | 9     | 0     |
| Норрчёпинг       | Итого            | Итого            | 6    | 0    | 5     | 0     | 0           | 0           | 11    | 0     |
| → Сильвия        | Дивизион 2       | 2017             | 1    | 0    | 0     | 0     | 0           | 0           | 1     | 0     |
| → Сильвия        | Дивизион 2       | 2018             | 25   | 0    | 1     | 0     | 0           | 0           | 26    | 0     |
| → Сильвия        | Дивизион 1       | 2019             | 28   | 2    | 0     | 0     | 0           | 0           | 28    | 2     |
| → Сильвия        | Дивизион 1       | 2020             | 9    | 1    | 0     | 0     | 0           | 0           | 9     | 1     |
| → Сильвия        | Дивизион 1       | 2021             | 7    | 0    | 0     | 0     | 0           | 0           | 7     | 0     |
| → Сильвия        | Итого            | Итого            | 70   | 3    | 1     | 0     | 0           | 0           | 71    | 3     |
| Всего за карьеру | Всего за карьеру | Всего за карьеру | 76   | 3    | 6     | 0     | 0           | 0           | 82    | 3     |